# Vulcanisme a Io

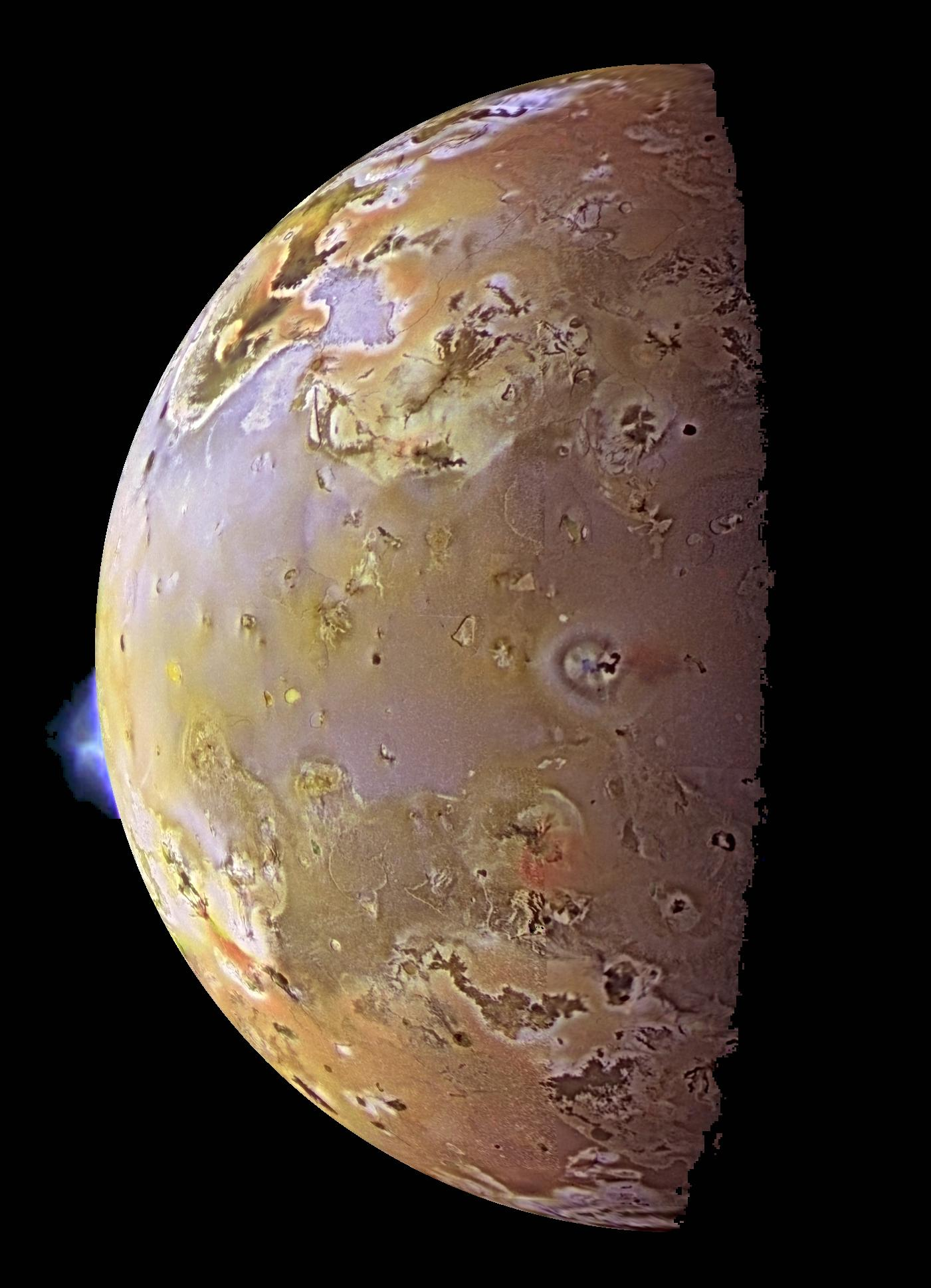
Dues plomes en erupció a la superfície d'Io

El vulcanisme a Io, un satèl·lit de Júpiter, crea fluxos de lava, pous volcànics i plomalls de sofre i diòxid de sofre que fan centenars de quilòmetres d'alçada. Aquesta activitat volcànica fou descoberta el 1979 per científics treballant en les imatges de la Voyager 1. Les observacions d'Io per sondes que passaven (les Voyager), Galileo, Cassini i New Horizons, així com astrònoms de la Terra, han revelat més de 150 volcans actius. Basant-se en aquestes observacions, es prediu que existeixen fins a 400 volcans d'aquest tipus. El vulcanisme d'Io converteix el satèl·lit en un dels únics quatre cossos volcànicament actius coneguts del sistema solar (els altres són la Terra, el satèl·lit Encèlad de Saturn i el satèl·lit Tritó de Neptú).
La font de calor d'Io prové de l'efecte conegut com l'escalfament per marea. La variació de la força d'atracció de Júpiter deguda a l'excentricitat de l'òrbita d'Io i a la rotació sobre el seu propi eix generen intenses friccions a l'interior del satèl·lit. Aquest efecte va ser predit poc temps abans del sobrevol de la Voyager 1. L'escalfament, producte de la força de marea, es dissipa a través de la seva escorça, i difereix de la calor geotèrmica interna que posseeix la Terra, que prové del decaïment radioactiu. La lleugera diferència en l'atracció gravitatòria de Júpiter fa que Io sofreixi una inflor a causa de la força de marea que varia en passar del punt més proper al més llunyà de la seva òrbita. Aquesta variació que modifica la forma d'Io causa l'escalfament intern per fricció. Sense aquest escalfament de marea, Io seria similar a la Lluna de la Terra, geològicament mort i cobert de cràters pels impactes d'asteroides, ja que són cossos de grandària i massa similars.
L'activitat volcànica d'Io ha produït la formació de centenars de centres volcànics i extenses formacions de lava, fent d'aquest satèl·lit el cos celeste volcànicament més actiu del sistema solar. Existeixen tres tipus diferents d'erupcions volcàniques identificades, diferint en durada, intensitat, radi d'efusió, i en si l'erupció es produeix dins d'una «fossa volcànica», en aquest cas aquest tipus particular de formació es denomina patera. La lava, composta principalment per basalt, flueix en Io per desenes o inclusivament centenars de quilòmetres, i és similar a la dels escuts volcànics del planeta Terra, així com el Kilauea a Hawaii. Si bé la major part de la lava d'Io és basàltica, també s'hi han detectat alguns fluxos composts per sofre i diòxid de sofre. A més, les temperatures d'algunes erupcions han assolit els 1.600 K (1.300 °C), la qual cosa indica que es tracta d'erupcions de lava de silicat ultramàfiques, a molt alta temperatura.
Com a resultat de la presència de quantitats significatives de materials sulfurosos en la superfície d'Io, algunes erupcions expulsen a l'espai sofre, diòxid de sofre i material piroclàstic a més de 500 km, produint enormes plomes volcàniques en forma de paraigua. Aquests materials tenyeixen els voltants de l'erupció d'un color vermellós, negre i blanc, i proporcionen material per a la irregular atmosfera d'Io i la gegantesca magnetosfera de Júpiter. Les naus espacials que a partir de l'any 1979 han fotografiat Io han detectat nombrosos canvis en la seva superfície com a resultat de la seva activitat volcànica.

## Descobriment

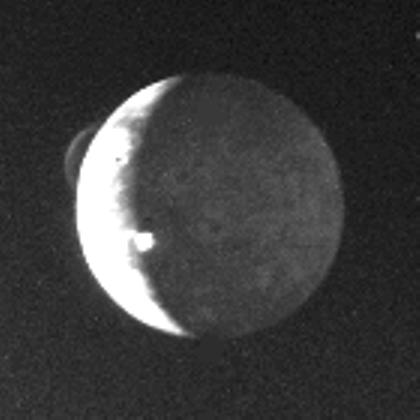
Imatge del descobriment de l'activitat volcànica a Io, presa el 1979

Abans que la sonda Voyager 1 passés sobre Io el 5 de març de 1979, es creia que era un satèl·lit geològicament mort com la Lluna terrestre. El descobriment d'un núvol de sodi que envoltava a Io va conduir a la teoria que podria estar cobert per evaporites. Aquesta i altres conclusions provenien de les observacions en infraroig des dels observatoris terrestres en la dècada de 1970.
Aprofitant que Io passava just sota l'ombra de Júpiter, es van dur a terme observacions en infraroig amb una longitud d'ona de 10 μm, descobrint-se que Io posseeix un flux tèrmic anormalment alt en comparació dels altres satèl·lits galileans. Aleshores, aquest fenomen va ser atribuït a una inèrcia tèrmica superior a la d'Europa i Ganimedes, però posteriorment aquestes conclusions van ser descartades quan es van fer mesuraments amb una longitud d'ona de 20 μm, les quals suggerien que Io tenia una superfície amb propietats similars a les dels altres satèl·lits galileans. Des de llavors s'ha determinat que la gran radiació tèrmica que Io emet en longituds d'ona curtes es deu a la combinació de la seva activitat volcànica i de l'escalfament solar en la superfície del satèl·lit, mentre que en longituds d'ona llargues aquest escalfament a causa del Sol contribueix en major mesura que l'activitat volcànica en la radiació emesa.
El 20 de febrer de 1978 va ser detectat un fort increment en el flux tèrmic a una longitud d'ona de 5 μm sobre la superfície d'Io. Una de les possibles explicacions que van considerar els científics que ho van descobrir va ser que podria tractar-se d'una forta activitat volcànica, en aquest cas les dades s'ajustaven per a una àrea d'uns 8.000 km² sobre la superfície d'Io, amb una temperatura de 600 K (uns 300 °C). No obstant això, els autors van considerar que aquesta hipòtesi era poc probable, i en el seu lloc es van centrar en la idea que les emissions d'Io provenien de la seva interacció amb la magnetosfera de Júpiter.
Poc abans que la Voyager 1 es trobés amb Io, Stan Peale, Patrick Cassen i R. T. Reynolds van publicar un article a la revista Science predient una superfície modificada per l'activitat volcànica i un interior amb capes diferenciades, en lloc de l'interior homogeni que es creia en aquells dies. Els científics van desenvolupar el seu model de l'interior d'Io tenint en compte l'enorme quantitat de calor produïda pels efectes de marea que Júpiter produeix sobre Io a causa de l'òrbita lleugerament excèntrica del satèl·lit. Els seus càlculs van suggerir que la quantitat de calor generada per un model d'Io amb un interior homogeni seria tres vegades superior a la quantitat de calor produïda solament pel decaïment radioactiu, i que aquest efecte seria encara major si l'interior d'Io estigués format per capes diferenciades.

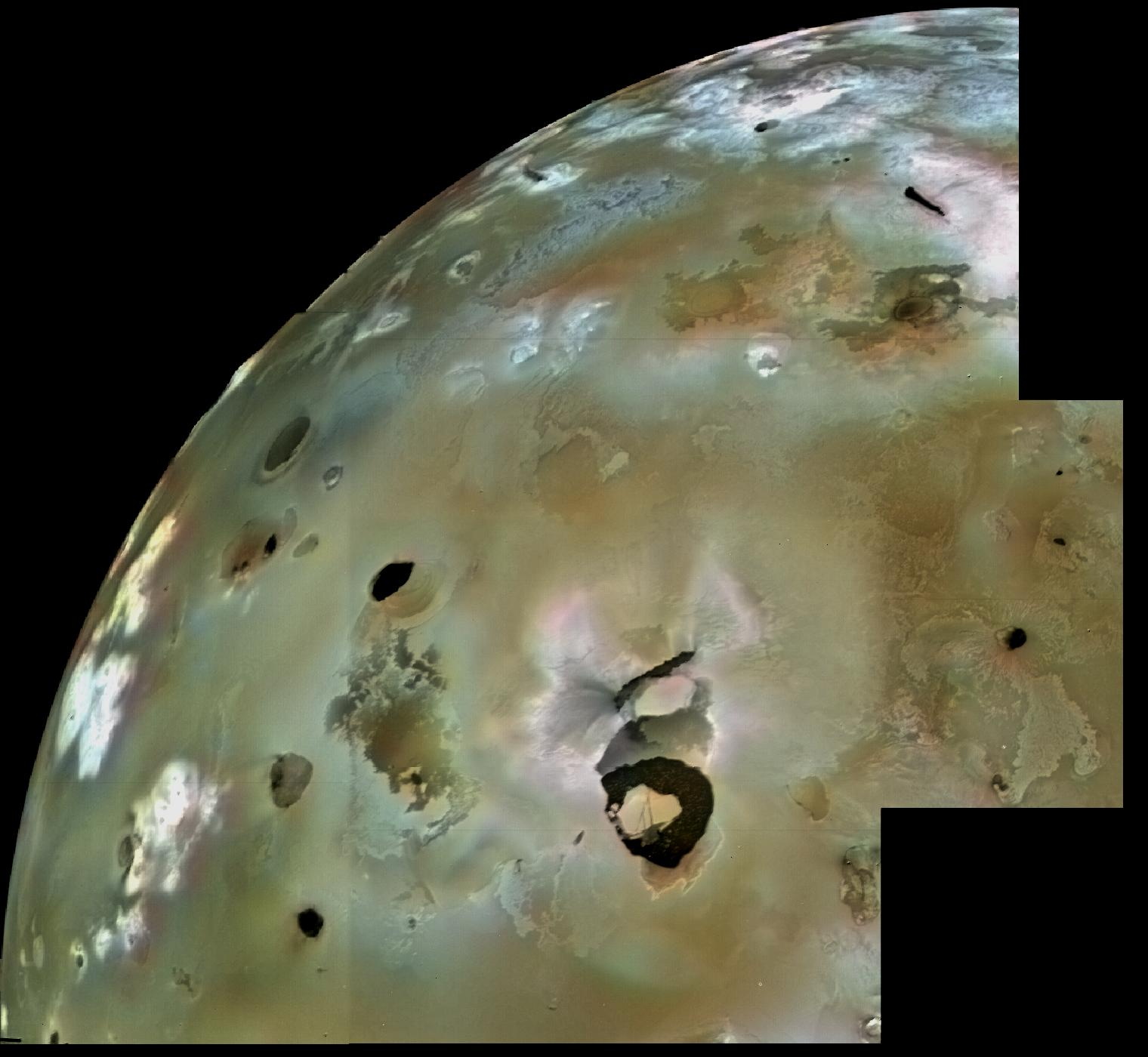
Imatge de Loki Patera capturada per la Voyager 1, on s'observen diversos fluxos de lava i altres pous volcànics propers.

Les primeres imatges de la superfície d'Io preses per la Voyager 1 van revelar l'absència de cràters causats per l'impacte de cossos menors, la qual cosa suggereix que la seva superfície és molt recent i ha estat renovada. Els cràters d'impacte són comunament utilitzats pels geòlegs per determinar l'edat de la superfície dels cossos rocosos del sistema solar; a major quantitat de cràters li correspon generalment una major antiguitat. En el seu lloc, la Voyager 1 va fotografiar una superfície multicolor, repleta de taques amb depressions de formes irregulars, però que mancaven de les típiques vores elevades produïts pels cràters d'impacte. La sonda també va observar trets característics de fluxos formats per líquids de molt baixa viscositat, així com grans muntanyes aïllades que no s'assemblen als volcans terrestres. Les fotografies d'Io suggerien que, tal com van predir Peale et al., la seva superfície va ser intensament modificada a causa de l'activitat volcànica.
El 8 de març de 1979, tres dies després de sobrevolar Júpiter, la Voyager 1 va prendre imatges dels satèl·lits de Júpiter per ajudar els controladors de la missió a determinar la ubicació exacta de la nau espacial, un procés anomenat «navegació òptica». Mentre processaven les imatges d'Io per millorar la visibilitat del fons de les estrelles, l'enginyera de navegació Linda A. Morabito va detectar una emanació d'uns 300 km d'altura projectant-se des de la seva superfície. Al principi, la científica va suposar que aquell núvol es tractava d'un satèl·lit situat darrere d'Io, encara que se sabia que no podia haver-hi cap cos d'aquesta grandària en els voltants d'aquest sector de l'espai. Posteriorment es va determinar que aquella nebulositat era una ploma generada per una erupció volcànica en una fosca depressió, volcà que posteriorment es va denominar Pele. A partir d'aquest descobriment es van descobrir set plomes més en les primeres imatges obtingudes per la sonda. També es van detectar diferents fonts d'emissió tèrmica, producte de rius de lava en procés de refredament. Quatre mesos després, la nau espacial Voyager 2 va prendre noves fotografies de la superfície d'Io que, en comparar-les amb les primeres imatges de la Voyager 1, van revelar notables canvis sobre la seva superfície, incloent nous dipòsits de material a Aten Patera i en el volcà Surt.

## Font de calor
La font principal de calor interna d'Io prové de l'acceleració de marea que sofreix a causa de l'enorme atracció gravitacional que exerceix Júpiter. Aquesta font de calor difereix de la font de calor interna de l'activitat volcànica terrestre, que és producte del decaïment radioactiu dels isòtops i de la calor residual provocada per l'acreció que va sofrir el planeta. Aquestes fonts de calor són les que a la Terra causen convecció en el mantell terrestre, la qual produeix periòdicament erupcions volcàniques al llarg de les falles situades en els límits de les diferents plaques tectòniques.
L'escalfament de marea d'Io depèn de la distància entre aquest i Júpiter, de l'excentricitat de la seva òrbita, de la seva composició interna i de les seves característiques físiques. A més, la denominada ressonància de Laplace, que provoca que els satèl·lits galileans posseeixin una relació simple entre les seves períodes orbitals, manté l'excentricitat de l'òrbita d'Io (prevé que la seva òrbita es torni circular). L'excentricitat de la seva òrbita produeix que les marees originin diferències en la inflor de fins a 100 m, ja que l'atracció gravitatòria a la qual està sotmès varia lleugerament entre l'apoàpside (punt de la seva òrbita més allunyat de Júpiter) i la periàpside (més proper) de la seva òrbita. Aquesta variació en l'atracció de marea produeix la suficient fricció a l'interior d'Io com per causar un escalfament i fins i tot una fosa significativa.
A diferència de la Terra, on la major part de la calor interna és dissipat a través de l'escorça terrestre, a Io la calor interna és alliberada a través d'esquerdes en la seva escorça produint una gran activitat volcànica i generant així enormes emanacions tèrmiques, amb una emissió global de calor de l'ordre d'entre 0,6 i 1,6 × 10¹⁴ W. Els models de la seva òrbita suggereixen que la quantitat d'escalfament de marea produït a l'interior d'Io va canviant amb el temps, i que el flux de calor actual no és representatiu de la mitjana a llarg termini. Les emanacions de calor observades provinents de l'interior d'Io són majors que les estimacions del produït per escalfament de marea, la qual cosa suggereix que Io s'està refredant després d'haver travessat un període d'activitat intensa.

## Composició

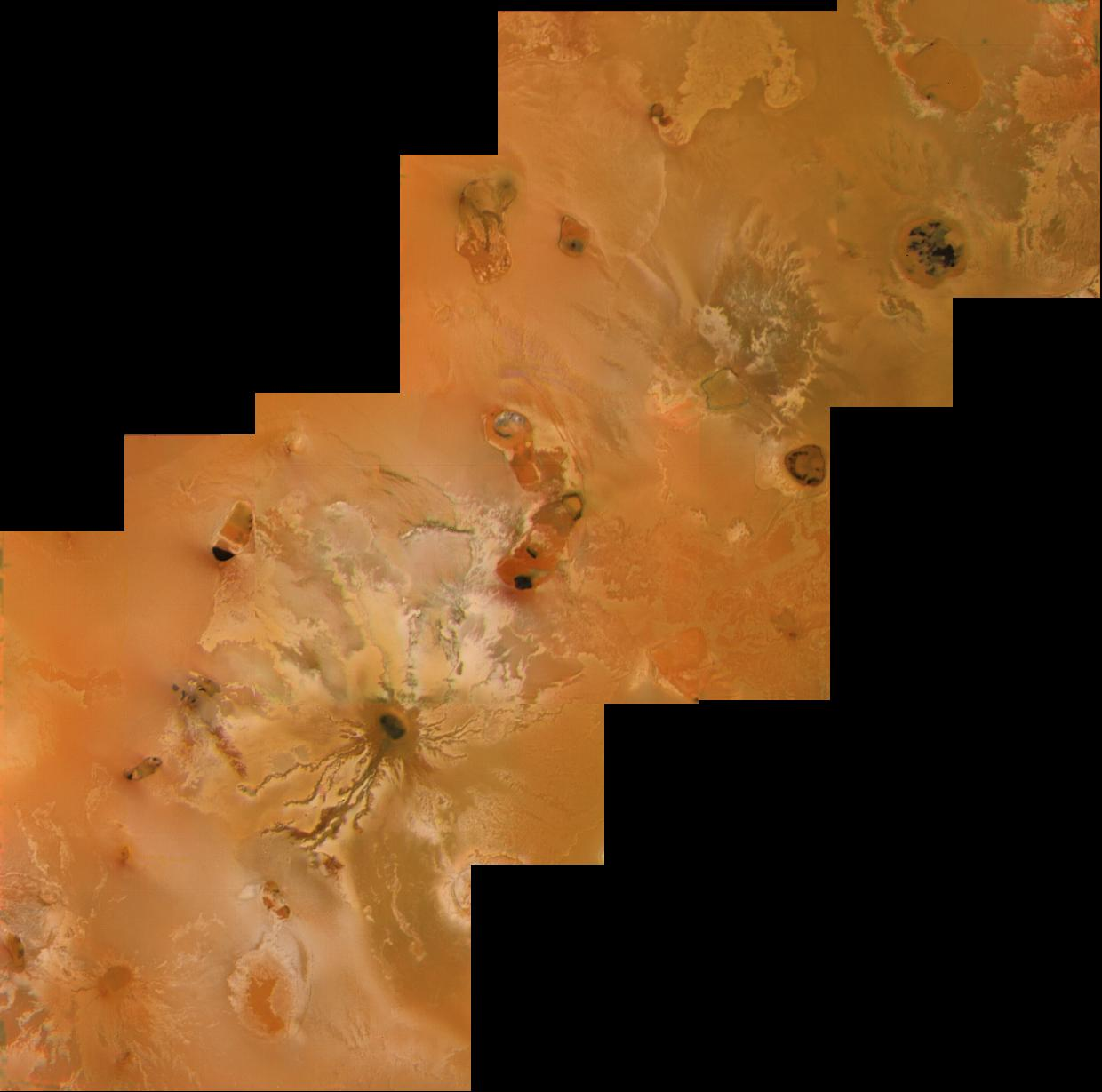
Imatge de la Voyager 1 on es veuen fosses volcàniques i rius de lava a la rodalia de Ra Patera.

L'anàlisi posterior de les imatges preses per les dues missions Voyager va permetre als científics suposar que la lava que raja a Io està composta principalment per diverses formes elementals d'al·lòtrops de sofre fosos. Es va trobar que la coloració de la lava era similar a la d'alguns al·lòtrops coneguts. Les diferències en el color i lluentor de la lava són funció de la temperatura del sofre poliatòmic i de les unions entre els seus àtoms. Les anàlisis dels fluxos que emanen de Ra Patera van revelar materials de diferents colors en funció de la distància a l'orifici, tots associats amb sofre líquid: els materials més propers al centre de l'erupció estan formats per materials foscs (amb albedos molt baixos), i presenten temperatures properes als 525 K (252 °C); a mesura que augmenta la distància els materials es tornen d'un color vermellós, amb temperatures una mica menors, entorn de 450 K (177 °C); i els materials més allunyats del punt d'emanació posseeixen un color ataronjat a 425 K (152 °C). Aquest patró de colors correspon al flux de lava radial originat a partir de l'orifici de la patera, que es va refredant a mesura que es desplaça.
D'altra banda, les dades de la radiació tèrmica preses durant les emissions de Loki Patera per la Voyager 1 (en particular, per un instrument acoblat denominat espectròmetre i radiòmetre interferòmetre infraroig, o IRIS per les seves sigles en anglès (de infrared interferometer spectrometer and radiometer), van revelar que la temperatura obtinguda era consistent amb el vulcanisme sulfúric. No obstant això, el IRIS no era capaç de detectar longituds d'ona corresponents a temperatures més elevades, la qual cosa es tradueix que les temperatures degudes al vulcanisme de silicats no van ser descobertes per la primera missió Voyager. Malgrat això, els científics del programa Voyager van deduir que el silicat hauria d'exercir un rol important en la jove aparença de la superfície d'Io, a causa de l'elevada densitat del satèl·lit i als escarpats vessants formats al llarg de les parets de la patera, les quals solament podien ser explicades per la presència de silicats. La comunitat científica es va veure involucrada en un debat entorn de la composició de la lava d'Io, sobre si aquesta contenia silicats o solament materials sulfurosos, ja que les evidències estructurals apuntaven cap a una direcció i les evidències espectroscòpiques i tèrmiques a una altra diferent.
Els estudis de radiació infraroja realitzats des de la Terra en les dècades de 1980 i 1990 van canviar el paradigma d'un vulcanisme on el sofre era predominant a un on el vulcanisme de silicat passa a ser el principal, i el sofre pren menor importància. El 1986, uns mesuraments sobre una erupció detectada sobre l'hemisferi frontal d'Io van revelar temperatures d'almenys uns 900 K (600 °C), un valor superior al punt d'ebullició del sofre (715 K / 442 °C), la qual cosa indica que almenys alguns fluxos de la lava d'Io estan composts íntegrament per silicats. També es van trobar temperatures similars en observar l'erupció de Surt el 1979 durant les dues missions Voyager, i l'erupció observada per Witteborn et al. el 1978. A més, els models dels fluxos de lava de silicat en Io suggereixen que es van refredar molt ràpidament, causant que la seva emissió tèrmica estigui dominada pels components de baixes temperatures, com els fluxos solidificats, en oposició a les petites àrees cobertes encara per lava fosa amb temperatures properes a la de l'erupció.

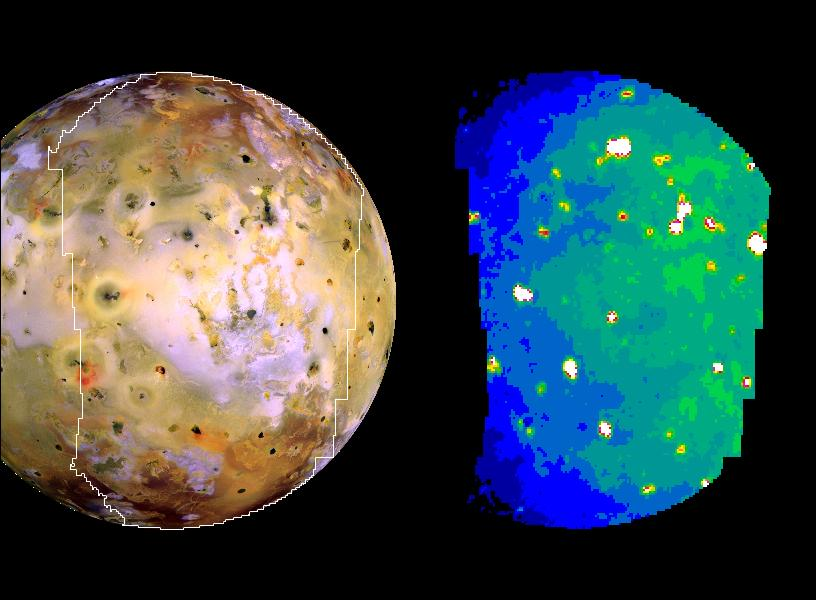
Mapa de l'emissió tèrmica d'Io de la sonda Galileo

En les dècades de 1990 i 2000, la sonda Galileo va realitzar diferents mesuraments de la temperatura sobre els nombrosos focus de radiació tèrmica d'Io i de l'espectre dels materials foscs d'Io, mesures que van confirmar l'activitat volcànica de silicats, incloent lava basàltica amb compostos màfics i ultramàfics (amb magnesi abundant). Les temperatures obtingudes pel Solid-State Imager (SSI) i pel Near-Infrared Mapping Spectrometer (NIMS), tots dos de la sonda Galileo, van revelar l'existència de diversos focus tèrmics amb materials a altes temperatures, entre 1.200 K (900 °C) i 1.600 K (1.300 °C), com en el cas de l'erupció de Pillan Patera el 1997. Les estimacions inicials durant el curs de la missió Galileo suggerien que les temperatures de les erupcions van arribar als 2.000 K (1.700 °C), però posteriorment es va comprovar que els models aplicats van ser incorrectes i que les temperatures reals van ser sobreestimades.
Les observacions espectrals dels materials foscs d'Io suggereixen la presència d'ortopiroxens, com l'enstatita, un mineral silicaci ric en magnesi molt freqüent en el basalt màfic i ultramàfic. Aquests materials foscs solen trobar-se en els pous volcànics, en els fluxos de lava fluïda, i en els dipòsits de roques piroclàstiques situades al voltant de les erupcions volcàniques recents. El mesurament de la temperatura de la lava i de l'anàlisi del seu espectre suggereix que alguns tipus de lava poden ser similars a la lava komatiïta terrestre. Un altre factor que pot incrementar la temperatura de les erupcions volcàniques és l'escalfament per compressió durant la seva ascensió a la superfície.
Encara que en la comunitat científica el debat entre el sofre i el silicat va persistir entre les missions Voyager i Galileo, el sofre i el gas sulfúric no deixen d'exercir un paper important en els fenòmens observats a Io. En les plomes generades pels volcans s'han detectat tots dos materials, sent el sofre el principal component de les plomes de tipus Pele. S'han identificat alguns fluxos de considerable lluentor a Io, com per exemple a Tsũi Goab Fluctus, Emakong Patera i Balder Patera, els quals suggereixen un intens vulcanisme de sofre i diòxid de sofre.

## Tipus d'erupcions
Les diferents observacions fetes sobre Io, ja siguin per les missions espacials o des dels observatoris terrestres, han permès identificar diferents tipus d'erupcions sobre el satèl·lit. Els tres tipus principals d'emanacions volcàniques són les «erupcions intra-patera», les «erupcions de flux» i les «erupcions explosives». Aquestes difereixen principalment en la seva durada, energia alliberada, temperatura (determinada per les imatges infraroges), tipus de lava, o en si l'erupció es troba confinada dins d'un pou volcànic.

### Erupcions del tipus intra-patera

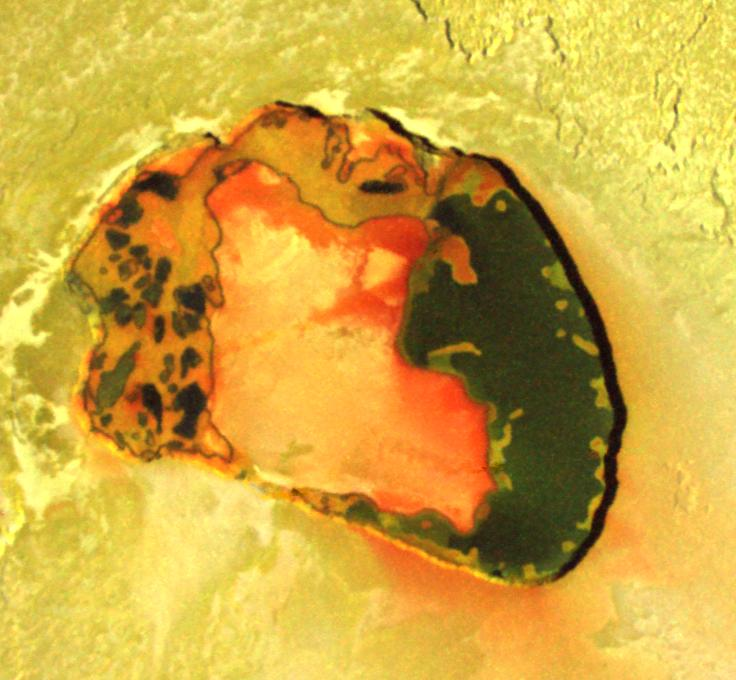
Tupan Patera, un exemple de depressió volcànica

Les erupcions del tipus intra-patera ocorren dins d'una depressió volcànica coneguda com a patera, terme llatí utilitzat per la Unió Astronòmica Internacional, la qual generalment té un sòl pla envoltat de parets verticals. Les pateres o paterae s'assemblen a les calderes terrestres, però es desconeix si es formen quan una càmera buida de lava col·lapsa, com sí ocorre amb les calderes. Una de les hipòtesis suggereix que les pateres es produeixen quan surt a superfície una làmina volcànica, fent que parteix del material de l'escorça que ha col·lapsat sigui expulsat i la resta integrada en la làmina fundent. Algunes pateres mostren evidències de múltiples col·lapses, com en el cim de la caldera de l'Olympus Mons a Mart o del Kilauea a la Terra, la qual cosa suggereix que ocasionalment poden formar-se de manera similar a les calderes volcàniques. A diferència d'algunes estructures volcàniques similars de la Terra i de Mart, en general a Io aquestes depressions no es troben en el cim dels escuts volcànics i són molt més extenses, amb diàmetres que en mitjana ronden els 41 km i profunditats d'1,5 km. La depressió volcànica més gran d'Io és Loki Patera, amb 202 km de diàmetre. D'altra banda, la morfologia i la distribució de moltes de les pateres suggereixen que estan controlades estructuralment, estant en bona part envoltades per falles o muntanyes.

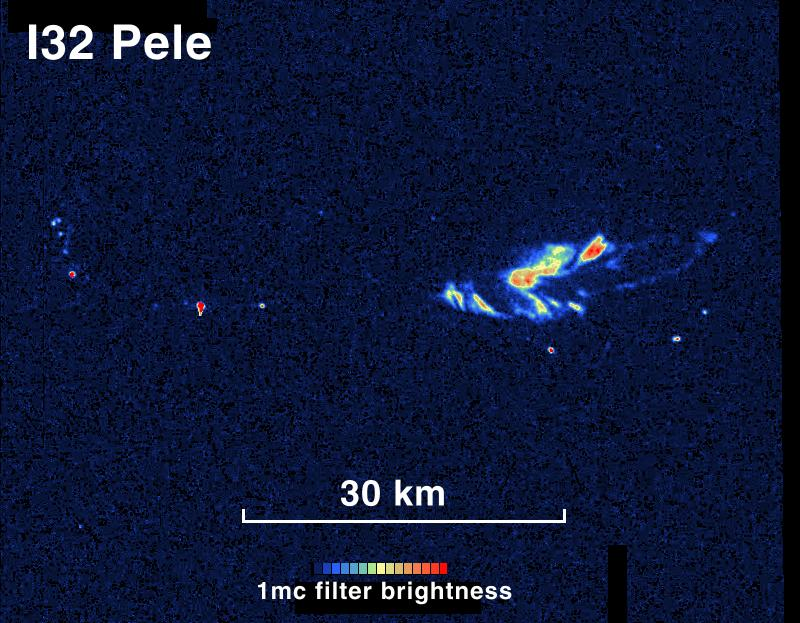
Imatge infraroja que mostra l'emissió tèrmica nocturna d'un llac de lava a Pele Patera.

Aquest tipus d'erupció pot prendre dues formes; ja sigui un llac de lava, o un riu de lava escampat per la superfície de la patera.
Resulta complicat diferenciar entre aquestes dues formacions, a causa que ambdues emeten radiació tèrmica molt similar si no es disposa de la resolució adequada, però va ser possible fer-ho en els set sobrevols que la sonda Galileo va realitzar sobre Io.
Les erupcions del tipus intra-patera, com l'erupció de Gish Bar Patera l'any 2001, poden ser tan voluminoses que la lava pot veure's escampant-se per les planes d'Io. També van ser observades característiques similars en altres pateres, com Camaxtli Patera, la qual cosa suggereix que els fluxos de lava renoven els seus sòls periòdicament.
Els llacs de lava d'Io són depressions cobertes parcialment amb lava fosa i amb una capa superficial o escorça solidificada molt fina. Aquests llacs de lava estan directament connectats amb els dipòsits de magma que es troben a sota. Les observacions de la radiació tèrmica de diversos d'aquests llacs de lava van revelar l'existència de roques foses molt brillants al llarg del marge de les pateres, causades per l'esquerda de l'escorça de la vora de la patera. Amb el temps, a causa que la lava solidificada és més densa que el magma fos que es troba a sota, l'escorça pot tornar a enfonsar-se, produint un increment de l'emissió tèrmica del volcà. En alguns llacs de lava, com el que es troba a Pele, aquest fenomen ocorre de manera freqüent, fent de Pele un dels focus emissors de calor més intensos en l'infraroig proper de tot el satèl·lit. En altres llocs, com a Loki Patera, aquest fenomen ocorre esporàdicament. Durant un d'aquests episodis d'enfonsament de l'escorça, Loki arriba a emetre fins a deu vegades més calor que quan la seva escorça es troba estable. En aquests llacs de lava on els enfonsaments succeeixen de manera menys freqüent, les erupcions provoquen una ona d'esfondrament que es va estenent per l'escorça a un ritme de 1 km cada dia, fins que l'escorça es renova per complet. Una vegada que la nova escorça es refreda i augmenta el seu espessor, començarà una nova erupció, repetint-se el procés.

### Erupcions de flux

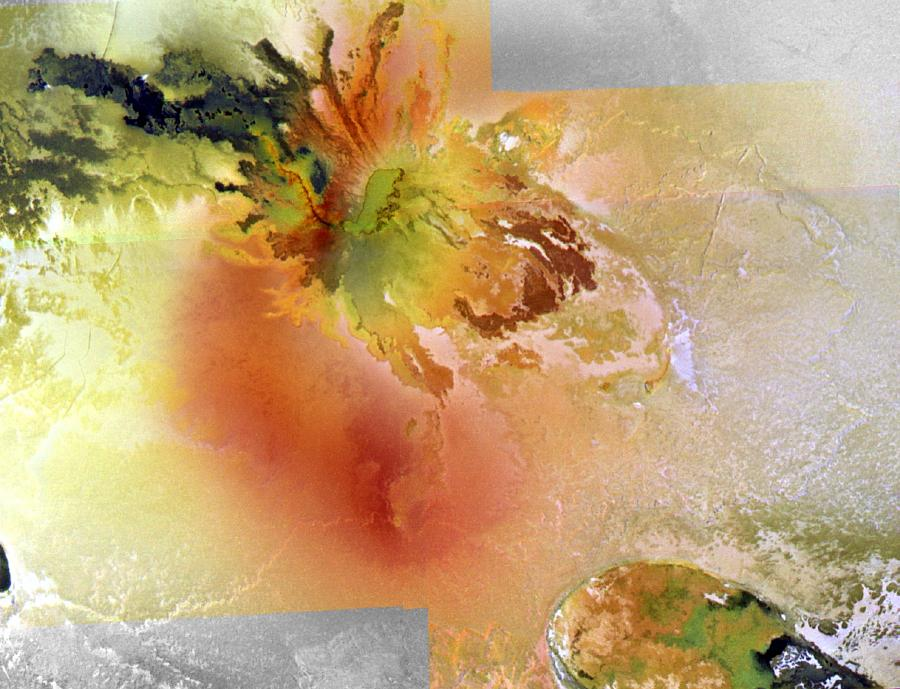
Culann Patera, exemple d'una erupció de flux

Les erupcions de flux són esdeveniments duradors que produeixen vastes extensions de fluxos de lava. El gran abast d'aquest tipus d'erupcions fa que la major part de la superfície del satèl·lit estigui composta per la lava que s'expel·leix en elles. En les erupcions de flux, el magma emergeix a la superfície a través de les obertures de sortida de les pateres, ja es trobin en el seu sòl o envoltant-les, o a través de les fissures volcàniques de les planes, produint fluxos de lava similars als quals s'observen en el volcà Kilauea de Hawaii. Les imatges obtingudes per la nau espacial Galileo van revelar que molts dels fluxos d'Io més prominents, com els de Prometheus Patera i Amirani Patera, són produïts per brots de lava que emergeixen a través de petites esquerdes situades sobre fluxos de lava anteriors ja solidificats. Les erupcions de flux es diferencien de les erupcions explosives principalment per la seva longevitat i per un menor alliberament d'energia per unitat de temps. En les erupcions de flux generalment la lava és expulsada de forma constant, podent romandre així durant anys o fins i tot dècades.
S'han observat regions actives de rius de lava de més de 300 km de longitud provinents de les pateres Amirani i Masubi. Lei-Kung Fluctus, una regió de lava relativament inactiva, cobreix més de 125.000 km², una àrea lleugerament major que Bulgària. La nau espacial Galileo no va poder determinar l'espessor d'aquestes regions de lava, però les esquerdes sobre la seva superfície tenen una profunditat benvolguda de 1 metre. En moltes ocasions, a través d'aquestes esquerdes la lava activa brolla a la superfície i és expulsada fins a desenes o centenars de quilòmetres de distància de l'obertura de sortida, podent observar-se una petita quantitat d'emissió tèrmica entre la ruptura i l'expulsió. Això suggereix que la lava flueix des de l'obertura fins a la ruptura a través de tubs de lava.
Si bé les erupcions de flux tenen generalment un ritme constant d'erupció, també s'han observat grans brots de lava en alguns llocs on aquest tipus d'erupció és predominant. Per exemple, la vora principal de la regió de lava de Prometheus es va desplaçar entre 75 i 95 km des de les observacions fetes per la Voyager el 1979 fins a la missió Galileo el 1996. Encara que aquest tipus d'erupcions semblen ser eclipsades per les erupcions explosives, la taxa mitjana de flux d'aquest tipus d'erupcions és molt major que l'observada en erupcions terrestres. Per exemple, durant la missió Galileo es va observar que els fluxos provinents de les pateres Prometheus i Amirani cobrien la superfície dels voltants a un ritme que rondava els 35-60 m² per segon, taxa molt major que els 0,6 m² per segon del Kilauea a la Terra.

### Erupcions explosives

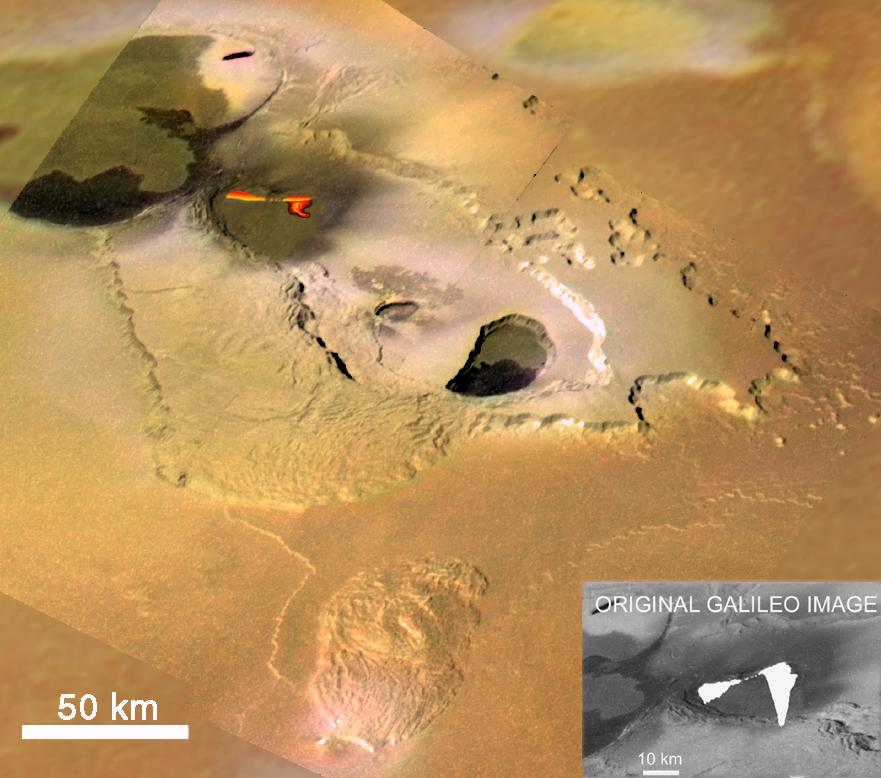
Imatges preses per la nau Galileo el 1999 on s'observen fonts i fluxos de lava a Tvashtar Patera

Les erupcions explosives són el tipus d'erupció més distintiu d'Io. Aquestes erupcions, de vegades conegudes com a «esclats», poden ser detectades inclusivament des dels observatoris astronòmics de la Terra i es caracteritzen per la seva curta durada amb períodes d'activitat de tan sols setmanes o mesos. A més, les erupcions explosives s'inicien ràpidament emetent grans volums de lava i altes emissions tèrmiques. Produeixen un augment significatiu en l'emissió global de radiació en l'infraroig proper d'Io durant un curt període. Fins ara, l'erupció volcànica més potent que s'ha registrat va ser l'esclat del volcà Surt, el 22 de febrer de 2001, que va ser detectat pels observatoris terrestres.
Les erupcions explosives ocorren quan un dipòsit de magma denominat dic, situat en la profunditat d'un mantell parcialment fos, aconsegueix la superfície on s'havia format una fissura. Això resulta en expulsions espectaculars de fonts de lava. Durant el començament d'una erupció explosiva, la radiació tèrmica predominant se situa entre 1-3 μm. Aquesta radiació és produïda per l'expulsió de grans quantitats de lava incandescent en les fonts de lava de l'obertura. Les erupcions explosives que es van produir a Tvashtar al novembre de 1999 i febrer de 2007 van arribar als 25 km de llarg i 1 km d'altura, i es va produir en una petita patera continguda dins de l'enorme complex de pateres de Tvashtar Paterae.
L'enorme quantitat de lava fosa exposada en aquestes fonts ha proporcionat als investigadors una excel·lent oportunitat per mesurar la temperatura real de la lava d'Io. Els mesuraments van llançar temperatures properes als 1.600 K (1.300 °C), per la qual cosa la lava que predomina en aquest tipus d'erupcions té una composició ultramàfica similar a les komatites del Precambrià; encara que tampoc es pot descartar que l'escalfament del magma durant el seu ascens a la superfície sigui un factor en la temperatura de la lava.

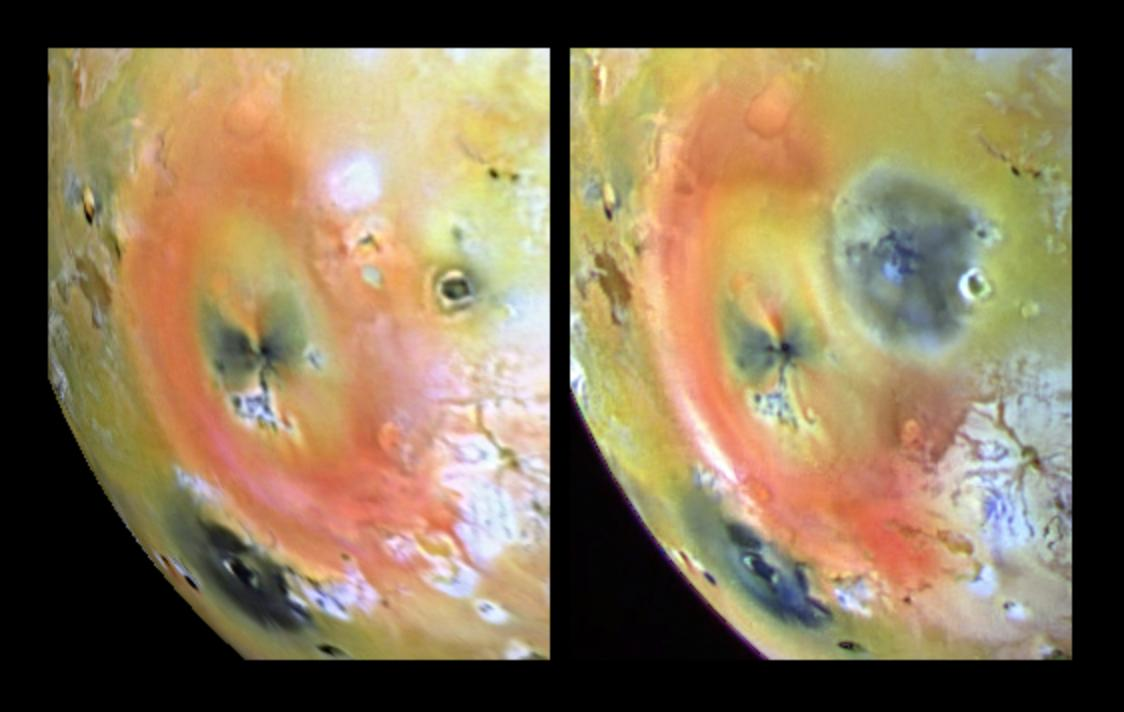
Dues imatges preses per la nau Galileo el 1997 que mostren els efectes de les erupcions explosives a Pillan Patera

Encara que el període de major activitat dura de l'ordre d'uns pocs dies o setmanes, aquest tipus d'erupcions continuen actives fins passades setmanes o fins i tot mesos, produint voluminosos fluxos de lava de silicats.
El 1997 es va originar una gran erupció explosiva en una fissura volcànica al nord-oest de Pillan Patera, produint més de 31 km³ de lava durant un període d'entre 2,5 i 5,5 mesos, que posteriorment va inundar tota la superfície de Pillan Patera formant un enorme llac de lava. Les observacions de la sonda Galileo suggereixen que durant aquesta erupció de 1997 el ritme d'expansió de la lava es va situar entre 1.000 i 3.000 m² per segon. La profunditat del flux de lava s'estima que va arribar als 10 metres, que comparat al metre de profunditat dels fluxos observats sobre les àrees inundades de Prometheus i Amirani posa de manifest la seva enorme magnitud. La mateixa sonda va registrar el 2001 una erupció similar a Thor Patera, on es va poder observar una ràpida expansió dels fluxos de lava. Alguns d'aquests fluxos tenen ritmes d'expansió similars als quals van esdevenir en l'erupció del volcà Laki a Islàndia durant l'any 1783 i altres erupcions basàltiques de la Terra.
Les erupcions explosives poden produir breus però dramàtics canvis en la superfície que envolta l'àrea de l'erupció, com la formació d'enormes dipòsits de plomes i material piroclàstic a causa de l'exsolució del gas en les fonts de lava. L'erupció de Pillan Patera de 1997 va produir un dipòsit de material de silicat i diòxid de sofre d'uns 400 km d'ample. Les erupcions del complex Tvashtar en els anys 2000 i 2007 van generar plomes volcàniques de fins a 330 km d'altura, que van dipositar un anell vermellós de sofre i diòxid de sofre de 1200 km d'amplària. Malgrat la dramàtica aparença d'aquestes estructures, al no posseir un reproveïment continu de material fos la regió propera al punt d'erupció torna després d'un temps a l'aparença que tenia prèviament a l'esdeveniment, ja sigui al cap de diversos mesos, com Grian Patera, o al cap de diversos anys, com Pillan Patera.

## Plomes

Seqüència d'imatges preses per la sonda New Horizons on s'observa la ploma volcànica produïda pel volcà Tvashtar, que arriba als 330 km d'altura.

El descobriment de les plomes volcàniques sobri Pele i Loki el 1979 va proporcionar les primeres evidències que Io era geològicament actiu. Generalment les plomes es formen quan alguns materials volàtils com el sofre o el diòxid de sofre són expulsats pels volcans a velocitats properes a 1 km per segon, creant gegantescs núvols de pols i gas en forma de paraigua. Altres materials que poden trobar-se en les plomes volcàniques són el sodi, el potassi i el clor. L'aparença d'aquest tipus de plomes volcàniques, les quals succeeixen amb poca freqüència, és sorprenent. Dels aproximadament 150 volcans actius observats a Io, només s'han observat plomes en una desena. L'àrea d'abast dels fluxos de lava és limitada, la qual cosa indica que gran part de la seva superfície es renova amb el material de les plomes volcàniques.
La tènue atmosfera d'Io està composta en la seva major part per diòxid de sofre (SO₂), la font principal del qual és el vulcanisme i, en particular, les plomes volcàniques. A causa que les plomes més actives es concentren al voltant de l'equador del satèl·lit, l'atmosfera posseeix major grossor i densitat en aquesta zona.
El tipus de ploma volcànica més freqüent a Io és la ploma de pols, o «plomes del tipus Prometheus», i es produeixen quan un flux de lava a mesura que avança vaporitza les capes subjacents de diòxid de sofre gelat, enviant el material cap al cel. Entre els exemples d'aquest tipus de plomes calen destacar els volcans Prometheus, Amirani, Zamama i Masubi. Aquestes plomes en general no arriben als 100 km d'altura i emergeixen a velocitats properes als 0,5 km/s. Són riques en pols, amb una columna central molt densa i una part superior de xoc, donant-li així una forma similar a la d'un paraigua. El fenomen de xoc que es produeix en la part superior de la ploma s'origina a causa que les partícules que ascendeixen a velocitats supersòniques col·lideixen amb les quals es troben descendint, provocant així una desacceleració sobtada que forma un xoc al voltant del límit de la velocitat del so local. Aquestes plomes solen formar dipòsits circulars brillants amb radis entre 100 i 250 km que consisteixen principalment de diòxid de sofre congelat. Aquest tipus de plomes solen originar-se en les «erupcions de flux», per la qual cosa són molt longeves. Quatre de les sis plomes de tipus Prometheus detectades per la Voyager 1 el 1979 van tornar a ser vistes posteriorment per la missió Galileo, i més tard per la missió New Horizons l'any 2007. Encara que les plomes de pols poden ser vistes amb claredat en les imatges preses per les naus espacials si es troben il·luminades pel Sol (reflecteixen la llum de l'espectre visible), algunes d'aquestes plomes posseeixen un halo exterior molt més tènue, formades principalment per materials rics en gasos que arriben a altures similars a les plomes del tipus Pele (les més elevades).
No obstant això, les plomes més grans són les «plomes tipus Pele», les quals es formen quan el sofre i el diòxid de sofre sofreixen un procés d'exsolució en el magma, en les obertures o en els llacs de lava, portant-se amb si material piroclàstic de silicat. Les poques plomes d'aquest tipus que s'han observat s'han relacionat amb les erupcions explosives i, per tant, la seva durada és molt curta. L'excepció a això ho constitueix el volcà Pele, que està associat amb una erupció de flux activa del tipus llac de lava i, per tant, molt longeva, encara que aquesta ploma és a vegades intermitent. El tipus de plomes Pele està associat amb altes pressions i altes temperatures en l'obertura, la qual cosa genera velocitats d'erupció d'1 km/s (gairebé la meitat de la velocitat d'escapament del satèl·lit) i li permet aconseguir altures d'entre 300 i 500 km. Formen dipòsits vermells de materials, a causa dels sulfurs de cadena curta, i dipòsits negres, de silicats piroclàstics. Exemple d'això són les enormes estructures vermelloses en forma d'anell de Pele, amb més de 1.000 km de diàmetre. En general, aquest tipus de plomes són més tènues que les plomes Prometheus, a causa que posseeixen menys pols, i per aquest motiu en alguns casos són denominades «plomes sigil·loses»; així, algunes d'aquestes plomes només poden ser observades en imatges de radiació ultraviolada o durant els eclipsis de Júpiter. La poca pols que pot veure's per il·luminació solar (en l'espectre visible) es genera quan els gasos de sofre i diòxid de sofre es condensen en aconseguir el cim de la seva trajectòria parabòlica. Per aquest motiu, aquest tipus de plomes no posseeixen una densa columna central, a diferència de les del tipus Prometheus en les quals la pols és generada en el mateix punt d'expulsió. Alguns exemples de plomes tipus Pele són el mateix Pele, Tvashtar, i el volcà Grian.